# CAMS 33
Il CAMS 33 era un idroricognitore biplano a scafo centrale sviluppato dall'azienda francese Chantiers Aéro-Maritimes de la Seine (CAMS) negli anni venti.
Progettato dall'ingegnere italiano Raffaele Conflenti e caratterizzato dall'equipaggiamento di due motori in configurazione traente-spingente venne proposto sul mercato dell'aviazione militare ed adottato dal Service de l'aéronautique maritime, la componente aerea della Marine nationale (la marina militare francese), e in un numero inferiore dalle forze armate del Regno di Jugoslavia. In seguito ne venne sviluppata una versione da trasporto civile non avviata alla produzione in serie.

## Versioni
33B
versione da ricognizione triposto destinata al pattugliamento costiero ed al bombardamento leggero, equipaggiata con una coppia di motori Hispano-Suiza 8Fg da 275 CV ciascuno, realizzata in 32 esemplari.
33T
versione da trasporto caratterizzata dallo scompartimento passeggeri con sei posti a sedere, peso a vuoto maggiorato, equipaggiata con una coppia di motori Hispano-Suiza 8Fd da 260 CV, realizzata in un solo esemplare.

## Utilizzatori

### Militari
Francia
- Service de l'aéronautique maritime

operò con 24 CAMS 33B.
 Jugoslavia
- Jugoslovensko kraljevsko ratno vazduhoplovstvo i pomorska avijacija

operò con 6 CAMS 33B.

### Pubblicazioni
- (FR) Gérard Hartmann, Les hydravions CAMS (PDF), in Flying Boats of the World, http://www.msacomputer.com/FlyingBoats-old/, 13 dicembre 2004. URL consultato il 10 maggio 2014 (archiviato dall'url originale il 5 febbraio 2018).